# Dolenja vas pri Polhovem Gradcu
Dolenja vas pri Polhovem Gradcu je naselje v Občini Dobrova-Polhov Gradec.